# Bacchisa fortunei
Bacchisa fortunei es una especie de escarabajo longicornio del género Bacchisa, tribu Astathini, subfamilia Lamiinae. Fue descrita científicamente por Thomson en 1857.

## Descripción
Mide 9-11 milímetros de longitud.

## Distribución
Se distribuye por China, Corea y Vietnam.